# Jesús Rollán
Jesús Miguel Rollán Prada (Madrid, 4 de abril de 1968 - La Garriga, Barcelona, 11 de marzo de 2006) fue un jugador de waterpolo español, que jugaba en la demarcación de portero.

## Biografía
Su primer club fue el equipo madrileño Club Natación San Blas. A Jesús le daba mucha pereza ir a los entrenamientos por no desplazarse, por lo que se dedicaba a jugar con sus amigos a fútbol o baloncesto. Pero una lesión de ligamentos hizo que se decantase por este deporte. 
Más tarde se trasladó a Barcelona, junto con Pedro García Aguado, para dar un giro importante a su palmarés.
Tanto con su club, como con la selección española.
Jesús Rollán cuenta con un palmarés repleto de éxitos. Sus éxitos empezaron en los años 1990 con la medalla de plata en los Juegos Olímpicos de Barcelona. Ha sido uno de los abanderados de la selección junto a Manuel Estiarte.
Amigo de la Infanta Cristina, fue él quien, durante los Juegos Olímpicos de Atlanta, se la presentó a Iñaki Urdangarín. 
Debido al consumo de drogas, el rendimiento de Rollán comenzó a declinar, finalmente llevando a su retiro tras los Juegos Olímpicos de Atenas 2004. Luego de ello, se había separado de su mujer, tenía problemas para ver a su hija y había entrado en una espiral depresiva. Falleció el 11 de marzo de 2006, a los 37 años de edad, en el Balneario Blancafort del municipio de La Garriga (Barcelona), donde se hallaba internado desde octubre de 2005, gracias al programa Tutoría para Deportistas del Comité Olímpico Español (COE), para intentar superar sus problemas de depresión y dependencia de las drogas, junto al también jugador de waterpolo Pedro García Aguado, ambos miembros de la selección española de waterpolo en los Juegos Olímpicos de Atlanta 96. Su cuerpo fue incinerado y sus cenizas entregadas a su familia. 
Días después de su muerte, la Real Federación Española de Natación le otorga la Placa de Honor, el más alto reconocimiento de una federación. Además a partir de la temporada 2005-2006, se crea el Trofeo Jesús Rollán que se le otorgará al guardameta menos goleado de la temporada, equivalente al Trofeo Zamora de fútbol.

## Selección nacional
Fue internacional con la selección española de waterpolo en numerosas ocasiones durante 1989-2004. Siendo la época que mayores éxitos ha dado al waterpolo español.

## Clubes
- Club Natación San Blas ( España)
- Club Natación Vallehermoso ( España)
- Club Natació Catalunya ( España)
- Pro Recco ( Italia)
- Club Natació Sabadell ( España)

## Títulos
Como jugador de club
- 2 Copas de Europa (1995 y 2003)
- 1 Recopa de Europa (1992)
- 2 Supercopas de Europa (1992 y 1995)
- 7 Ligas de España
- 1 Liga de Italia
- 6 Copas del Rey (1987, 1988, 1990, 1992, 1994 y 1997)

Como jugador de la selección española
2001: 
Medalla de Oro - Juegos del Mediterráneo en Túnez. 
Medalla de Oro - Campeonatos del Mundo de Fukuoka.
2000: 
4º - Juegos Olímpicos en Sídney
1999: 
Medalla de Bronce XI Copa del Mundo Sénior, Sídney.
1998: 
Medalla de Oro - VIII Campeonato del Mundo, Perth.
1997: 
Medalla de Bronce - Juegos del Mediterráneo, Bari.
1996: 
Medalla de Oro (Croacia, 7-5) - Juegos Olímpicos en Atlanta.
1994: 
Medalla de Plata - VII Campeonato del Mundo, Roma.
1993: 
Medalla de Bronce - Campeonato de Europa, Sheffield .
1992: 
Medalla de Plata - JJ. OO., Juegos Olímpicos en Barcelona.
1991: 
Medalla de Plata - Campeonato del Mundo, Perth. 
Medalla de Plata - Campeonato de Europa, Atenas.

## Participaciones en Juegos Olímpicos
- Juegos Olímpicos de Seúl (Corea del Sur) - 1988
- Juegos Olímpicos de Barcelona (España) - 1992
- Juegos Olímpicos de Atlanta (Estados Unidos) - 1996
- Juegos Olímpicos de Sidney (Australia) - 2000
- Juegos Olímpicos de Atenas (Grecia) - 2004

## Premios, reconocimientos y distinciones
- Medalla de Oro de la Real Orden del Mérito Deportivo, otorgada por el Consejo Superior de Deportes (2001)[1]
- Medalla de Plata de la Real Orden del Mérito Deportivo, otorgada por el Consejo Superior de Deportes (1999)